# Paleis van Boem
(Het) Paleis van Boem is een Nederlandse muziekgroep en componistenduo. 
Paleis Van Boem bestaat uit Martin Vonk (Rotterdam, 16 januari 1959) en Jaap de Weijer (Wageningen, 20 mei 1959). Zij leerden elkaar kennen op het conservatorium in Rotterdam. Vonk volgde daar de klassieke opleiding slagwerk en De Weijer de opleiding slagwerk lichte muziek. Het debuutalbum Mowgli goes kaka werd in januari 1985 opgenomen in de Agnietenkapel van het St. Agnesklooster in Gouda en bestaat voornamelijk uit experimentele percussie. De groep stond in oktober 1985 op het festival Pandora's Musicbox in De Doelen en in 1986 op Noorderslag. Het RO Theater vroeg de groep een compositie te maken voor het toneelstuk Merlijn uit 1985. Daarna maakte het duo nog meer composities voor toneelstukken, vanaf 1993 ook voor het Duitse toneel. Ze schreven muziek voor televisieseries als Pleidooi (1993) en Oud Geld (1998). Paleis van Boem won in 2011 een Gouden Kalf voor de muziek in de film De bende van Oss en maakte verder muziek voor onder andere Karakter (1997), TBS (2008) en Riphagen (2016) en de documentaires De ramp (2002), Rauw en Rauwer (2008 en 2012). 